# Tornei di tennis femminili nel 1947
Prima della nascita del WTA Tour, ossia l'apertura alle tenniste professioniste dei tornei che prima di quell'anno erano riservati alle tenniste dilettanti, tutti gli eventi più importanti erano amatoriali, tra questi c'erano i tornei del Grande Slam: gli Australian Championships, gli Internazionali di Francia, il Torneo di Wimbledon e gli U.S. National Championships.

## Gennaio
| Settimana  | Torneo                                                                                    | Vincitore                                             | Finalista                                    | Semifinalisti | Eliminati ai quarti |
| ---------- | ----------------------------------------------------------------------------------------- | ----------------------------------------------------- | -------------------------------------------- | ------------- | ------------------- |
| 5 gennaio  | Cumberland Championships 1947 Sydney, Australia Singolare - Doppio                        | Pat Jones 8-10 6-4 6-4                                | Alison Hattersley                            |               |                     |
| 5 gennaio  | Cumberland Championships 1947 Sydney, Australia Singolare - Doppio                        | Joyce Fitch Mary Bevis-Hawton 6-4 6-3                 | Pat Jones Dot Jenkins                        |               |                     |
| 11 gennaio | South Australian Championships 1947 Adelaide, Australia Singolare - Doppio                | Nancy Wynne 6-1 6-2                                   | Thelma Coyne                                 |               |                     |
| 11 gennaio | South Australian Championships 1947 Adelaide, Australia Singolare - Doppio                | Nancy Wynne Bolton Thelma Coyne Long                  | Nell Hopman Constance Wilson                 |               |                     |
| 11 gennaio | Sydney Manly Seaside Championships 1947 Sydney, Australia Singolare - Doppio              | Pat Jones 7-5 6-4                                     | Joyce Fitch                                  |               |                     |
| 11 gennaio | Sydney Manly Seaside Championships 1947 Sydney, Australia Singolare - Doppio              | Mary Bevis-Hawton Joyce Fitch                         | Dot Jenkins Pat Jones                        |               |                     |
| 11 gennaio | Sydney Manly Seaside Championships 1947 Sydney, Australia Singolare - Doppio              | Doppio misto: Joyce Fitch Wendy Gilchrist 3-6 7-5 7-5 | Mary Bevis-Hawton Tom Brown                  |               |                     |
| 12 gennaio | New Zealand Championships 1947 Christchurch, Nuova Zelanda Singolare - Doppio             | Margaret Beverley 7-5 6-2                             | Evelyn Attwood                               |               |                     |
| 12 gennaio | New Zealand Championships 1947 Christchurch, Nuova Zelanda Singolare - Doppio             | Margaret Beverley B. Potter 10-8 6-1                  | Edwards McKenzie                             |               |                     |
| 12 gennaio | Dixie Championships 1947 Tampa, USA Terra rossa Singolare - Doppio                        | Doris Hart 3-6 6-3 6-4                                | Barbara Scofield-Davidson                    |               |                     |
| 12 gennaio | Dixie Championships 1947 Tampa, USA Terra rossa Singolare - Doppio                        | Doris Hart Helen Marcum 2-6 6-0 6-1                   | Batty Ruth Hulbert Barbara Scofield-Davidson |               |                     |
| 19 gennaio | Florida West Coast Championships 1947 Fort Lauderdale, USA Terra rossa Singolare - Doppio | Ada Wing 9-11 7-5 7-5                                 | Laura Lou Jahn Kunnen                        |               |                     |
| 19 gennaio | Florida West Coast Championships 1947 Fort Lauderdale, USA Terra rossa Singolare - Doppio |                                                       |                                              |               |                     |
| 26 gennaio | Florida State Championships 1947 Orlando, USA Terra rossa Singolare - Doppio              | Shirley Fry 6-4 6-3                                   | Doris Hart                                   |               |                     |
| 26 gennaio | Florida State Championships 1947 Orlando, USA Terra rossa Singolare - Doppio              |                                                       |                                              |               |                     |
| 28 gennaio | Australian Championships 1947 Sydney, Australia Erba Singolare - Doppio                   | Nancy Wynne 6-3 6-2                                   | Nell Hopman                                  |               |                     |
| 28 gennaio | Australian Championships 1947 Sydney, Australia Erba Singolare - Doppio                   | Thelma Coyne Nancy Wynne 6-3, 6-3                     | Mary Bevis-Hawton Joyce Fitch                |               |                     |

## Febbraio
| Settimana   | Torneo                                                                                  | Vincitore                             | Finalista                           | Semifinalisti | Eliminati ai quarti |
| ----------- | --------------------------------------------------------------------------------------- | ------------------------------------- | ----------------------------------- | ------------- | ------------------- |
| 2 febbraio  | Los Angeles Metropolitan Championships 1947 Los Angeles, USA Cemento Singolare - Doppio | Beverly Baker-Fleitz 7-5 1-0 ritiro   | Mary Arnold Prentiss                |               |                     |
| 2 febbraio  | Los Angeles Metropolitan Championships 1947 Los Angeles, USA Cemento Singolare - Doppio | Barbara Kimbrell Lela Sengel walkover | Mary Arnold Prentiss Gertrude Irish |               |                     |
| 16 febbraio | Torneo di La Jolla 1947 La Jolla, USA Cemento Singolare - Doppio                        | Pauline Betz 6-4 6-3                  | Dorothy Bundy Cheney                |               |                     |
| 16 febbraio | Torneo di La Jolla 1947 La Jolla, USA Cemento Singolare - Doppio                        |                                       |                                     |               |                     |
| 22 febbraio | Northern Suburbs Hard Court Championships 1947 Sydney, Australia Singolare - Doppio     | Mary Bevis-Hawton 6-2 6-3             | Esme Ashford                        |               |                     |
| 22 febbraio | Northern Suburbs Hard Court Championships 1947 Sydney, Australia Singolare - Doppio     |                                       |                                     |               |                     |
| 23 febbraio | Swedish Covered Court Championships 1947 Stoccolma, Svezia Singolare - Doppio           | Bibbi Gullbrandsson-Sanden 6-4 6-4    | Mary Lagerborg                      |               |                     |
| 23 febbraio | Swedish Covered Court Championships 1947 Stoccolma, Svezia Singolare - Doppio           |                                       |                                     |               |                     |

## Marzo
| Settimana | Torneo                                                                                               | Vincitore                                           | Finalista                                | Semifinalisti | Eliminati ai quarti |
| --------- | --- | --------------------------------------------------- | ---------------------------------------- | ------------- | ------------------- |
| 8 marzo   | US Indoors 1947 Boston, USA Indoor Singolare - Doppio                                                | Pauline Betz 6-2 7-5                                | Doris Hart                               |               |                     |
| 8 marzo   | US Indoors 1947 Boston, USA Indoor Singolare - Doppio                                                | Doris Hart Barbara Scofield-Davidson 6-1 6-1        | Helen Rihbany Kay Winthrop               |               |                     |
| 8 marzo   | US Indoors 1947 Boston, USA Indoor Singolare - Doppio                                                | Doppio misto: Doris Hart Billy Talbert 6-4 6-4      | Pauline Betz Jack Kramer                 |               |                     |
| 9 marzo   | French Covered Court Championships 1947 Lione, Francia Singolare - Doppio                            | Nelly Landry 6-0 6-2                                | Colette Boegner                          |               |                     |
| 9 marzo   | French Covered Court Championships 1947 Lione, Francia Singolare - Doppio                            | Colette Boegner Nelly Landry 6-1 6-3                | Bibbi Gullbrandsson-Sanden Svan          |               |                     |
| 9 marzo   | French Covered Court Championships 1947 Lione, Francia Singolare - Doppio                            | Doppio misto: Nelly Landry                          |                                          |               |                     |
| 16 marzo  | Bermuda International Championships 1947 Hamilton, Bermuda Singolare - Doppio                        | Doris Hart 6-2 9-7                                  | Barbara Scofield-Davidson                |               |                     |
| 16 marzo  | Bermuda International Championships 1947 Hamilton, Bermuda Singolare - Doppio                        | Betty Hilton Jean Rinkel-Quertier 9-11 6-3 6-3      | Doris Hart Barbara Scofield-Davidson     |               |                     |
| 16 marzo  | Egyptian International Cairo Championships 1947 Cairo, Egitto Terra rossa Singolare - Doppio         | Billie Yorke 1-6 6-2 6-3                            | B. Venter                                |               |                     |
| 16 marzo  | Egyptian International Cairo Championships 1947 Cairo, Egitto Terra rossa Singolare - Doppio         | Suzanne Pannetier Billie Yorke                      | Hart-Cox Lenos                           |               |                     |
| 17 marzo  | Italian Riviera Championships 1947 San Remo, Italia Singolare - Doppio                               | Pauline Betz 6-2 6-0                                | Helena Straubeova                        |               |                     |
| 17 marzo  | Italian Riviera Championships 1947 San Remo, Italia Singolare - Doppio                               |                                                     |                                          |               |                     |
| 18 marzo  | Coral Beach Club Invitation 1947 Coral Beach, Bermuda Singolare - Doppio                             | Kay Winthrop 6-3 0-6 7-5                            | Betty Hilton                             |               |                     |
| 18 marzo  | Coral Beach Club Invitation 1947 Coral Beach, Bermuda Singolare - Doppio                             |                                                     |                                          |               |                     |
| 18 marzo  | Melbourne Cricket Club Tournament Albert Park 1947 Melbourne, Australia Singolare - Doppio           | Nancy Wynne 6-2 6-0                                 | Mary Toomey                              |               |                     |
| 18 marzo  | Melbourne Cricket Club Tournament Albert Park 1947 Melbourne, Australia Singolare - Doppio           | Nancy Wynne Bolton Clare Proctor 3-6 6-3 6-2        | Nell Hopman Connie Wilson                |               |                     |
| 22 marzo  | Cromer Covered Court Championships 1947 Cromer, Gran Bretagna Singolare - Doppio                     | Jean Bostock 6-2 6-4                                | Joan Curry                               |               |                     |
| 22 marzo  | Cromer Covered Court Championships 1947 Cromer, Gran Bretagna Singolare - Doppio                     | Jean Bostock Edith Middleton 6-3 6-3                | Joy Gannon Mary Halford                  |               |                     |
| 23 marzo  | Carlton Club Championships 1947 Cannes, Francia Singolare - Doppio                                   | Pauline Betz 6-2 6-0                                | Kay Stammers Menzies                     |               |                     |
| 23 marzo  | Carlton Club Championships 1947 Cannes, Francia Singolare - Doppio                                   | Pauline Betz Kay Stammers Menzies 6-1 6-0           | Douhe Magda Rurac                        |               |                     |
| 23 marzo  | Carlton Club Championships 1947 Cannes, Francia Singolare - Doppio                                   | Doppio misto: Pauline Betz Budge Patty 6-3 6-0      | Magda Rurac Vinnie Rurac                 |               |                     |
| 24 marzo  | University of Miami Championships 1947 Coral Gables, USA Terra rossa Singolare - Doppio              | Doris Hart 6-4 6-1                                  | Shirley Fry                              |               |                     |
| 24 marzo  | University of Miami Championships 1947 Coral Gables, USA Terra rossa Singolare - Doppio              |                                                     |                                          |               |                     |
| 30 marzo  | Egyptian International Alexandria Championships 1947 Alessandria d'Egitto, Egitto Singolare - Doppio | Annalisa Bossi 5-7 7-5 6-2                          | Suzanne Pannetier                        |               |                     |
| 30 marzo  | Egyptian International Alexandria Championships 1947 Alessandria d'Egitto, Egitto Singolare - Doppio | Suzanne Pannetier Billie Yorke 6-1 6-4              | Annalisa Bossi Venter                    |               |                     |
| 30 marzo  | Torneo di Beaulieu 1947 Beaulieu-sur-Mer, Francia Terra rossa Singolare - Doppio                     | Pauline Betz titolo condiviso (sospesa per pioggia) | Bibbi Gullbrandsson-Sanden               |               |                     |
| 30 marzo  | Torneo di Beaulieu 1947 Beaulieu-sur-Mer, Francia Terra rossa Singolare - Doppio                     | Bibbi Gullbrandsson-Sanden Magda Rurac              | Peters Jean Nicoll Bostock               |               |                     |
| 30 marzo  | Torneo di Beaulieu 1947 Beaulieu-sur-Mer, Francia Terra rossa Singolare - Doppio                     | Doppio misto: Pauline Betz Philippe Washer          | Bibbi Gullbrandsson-Sanden József Asbóth |               |                     |

## Aprile
| Settimana | Torneo                                                                                              | Vincitore                                        | Finalista                              | Semifinalisti | Eliminati ai quarti |
| --------- | --------------------------------------------------------------------------------------------------- | ------------------------------------------------ | -------------------------------------- | ------------- | ------------------- |
| 5 aprile  | South African Championships 1947 Johannesburg, Sudafrica Singolare - Doppio                         | Mary Muller 6-2 6-8 6-2                          | Sheila Piercey Summers                 |               |                     |
| 5 aprile  | South African Championships 1947 Johannesburg, Sudafrica Singolare - Doppio                         | Bonnie Heine-Miller Joan Scott 4-6 6-3 6-3       | Margaret Morphew Olive Craze Plessis   |               |                     |
| 5 aprile  | South African Championships 1947 Johannesburg, Sudafrica Singolare - Doppio                         | Doppio misto: Margaret Morphew Bob Kirby 6-4 6-3 | Bonnie Heine-Miller Eustace Fannin     |               |                     |
| 6 aprile  | Albury Easter Tournament 1947 Albury, Australia Singolare - Doppio                                  | Mary Toomey 6-0 7-5                              | Joan Tuckfield                         |               |                     |
| 6 aprile  | Albury Easter Tournament 1947 Albury, Australia Singolare - Doppio                                  |                                                  |                                        |               |                     |
| 6 aprile  | Darling Downs Championships 1947 Toowoomba, Australia Singolare - Doppio                            | Christensen 9-7 6-2                              | Norma Martin                           |               |                     |
| 6 aprile  | Darling Downs Championships 1947 Toowoomba, Australia Singolare - Doppio                            |                                                  |                                        |               |                     |
| 7 aprile  | Monte Carlo Cup 1947 Monte Carlo, Monte Carlo Singolare - Doppio                                    | Magda Rurac 6-3 6-8 6-2                          | Jean Bostock                           |               |                     |
| 7 aprile  | Monte Carlo Cup 1947 Monte Carlo, Monte Carlo Singolare - Doppio                                    | Jean Bostock Effie Peters 6-1 6-1                | Jacqueline Patorni Anne-Marie Seghers  |               |                     |
| 8 aprile  | Scarborough Hard Court Championships 1947 Scarborough, Gran Bretagna Terra rossa Singolare - Doppio | Joan Curry 6-3 6-2                               | Joy Gannon                             |               |                     |
| 8 aprile  | Scarborough Hard Court Championships 1947 Scarborough, Gran Bretagna Terra rossa Singolare - Doppio | Mary Muller Sheila Piercey Summers               | Joey David Phyllis Grover              |               |                     |
| 8 aprile  | Western Australian Championships 1947 Perth, Australia Singolare - Doppio                           | Joyce McDermott 6-0 6-0                          | R. Ryan                                |               |                     |
| 8 aprile  | Western Australian Championships 1947 Perth, Australia Singolare - Doppio                           |                                                  |                                        |               |                     |
| 9 aprile  | Tasmanian Championships 1947 Hobart, Australia Singolare - Doppio                                   | Panitzki 6-3 6-2                                 | Tracey                                 |               |                     |
| 9 aprile  | Tasmanian Championships 1947 Hobart, Australia Singolare - Doppio                                   |                                                  |                                        |               |                     |
| 13 aprile | Nice Lawn Tennis Club Championships 1947 Nizza, Francia Singolare - Doppio                          | Simone Iribarne Lafargue 1-6 6-4 6-3             | Magda Rurac                            |               |                     |
| 13 aprile | Nice Lawn Tennis Club Championships 1947 Nizza, Francia Singolare - Doppio                          | Simone Iribarne Lafargue Alice Weivers 6-1 6-4   | Bibbi Gullbrandsson-Sanden Magda Rurac |               |                     |
| 14 aprile | River Oaks International Tennis Tournament 1947 Houston, USA Singolare - Doppio                     | Barbara Krase 6-1 6-4                            | Dorothy Knode-Head                     |               |                     |
| 14 aprile | River Oaks International Tennis Tournament 1947 Houston, USA Singolare - Doppio                     |                                                  |                                        |               |                     |
| 19 aprile | Cumberland Hard Court Championships 1947 Cumberland, Gran Bretagna Singolare - Doppio               | Joan Curry 6-3 6-2                               | Peggy Dawson Scott                     |               |                     |
| 19 aprile | Cumberland Hard Court Championships 1947 Cumberland, Gran Bretagna Singolare - Doppio               | Molly Blair Joy Gannon 6-3 3-6 6-4               | Joan Curry Peggy Dawson Scott          |               |                     |
| 27 aprile | Eastern Suburb Hard Court Championships 1947 Sydney, Australia Singolare - Doppio                   | Dorn McGill Fogarty 6-2 6-2                      | Morgan                                 |               |                     |
| 27 aprile | Eastern Suburb Hard Court Championships 1947 Sydney, Australia Singolare - Doppio                   |                                                  |                                        |               |                     |

## Maggio
| Settimana | Torneo                                                                                            | Vincitore                                | Finalista                                 | Semifinalisti | Eliminati ai quarti |
| --------- | ------------------------------------------------------------------------------------------------- | ---------------------------------------- | ----------------------------------------- | ------------- | ------------------- |
| maggio    | Natal Championships 1947 Durban, Sudafrica Singolare - Doppio                                     | Ethel Watermeyer 6-0 8-6                 | Nicholas                                  |               |                     |
| maggio    | Natal Championships 1947 Durban, Sudafrica Singolare - Doppio                                     | Green Margaret Morphew                   | Austin Nicholas                           |               |                     |
| 3 maggio  | British Hard Court Championships 1947 Bournemouth, Gran Bretagna Terra rossa Singolare - Doppio   | Nancy Wynne 7-5 6-3                      | Joan Curry                                |               |                     |
| 3 maggio  | British Hard Court Championships 1947 Bournemouth, Gran Bretagna Terra rossa Singolare - Doppio   | Nell Hopman Nancy Wynne 6-1 7-5          | Jean Rinkel-Quertier Kay Stammers Menzies |               |                     |
| 5 maggio  | Maroochy Tennis Championships 1947 Nambour, Australia Singolare - Doppio                          | Longland 6-4 6-2                         | Sydney                                    |               |                     |
| 5 maggio  | Maroochy Tennis Championships 1947 Nambour, Australia Singolare - Doppio                          |                                          |                                           |               |                     |
| 10 maggio | London Hard Court Championships 1947 Hurlingham, Gran Bretagna Singolare - Doppio                 | Mary Muller 9-7 6-4                      | Sheila Piercey Summers                    |               |                     |
| 10 maggio | London Hard Court Championships 1947 Hurlingham, Gran Bretagna Singolare - Doppio                 | Mary Muller Sheila Piercey Summers       | Joey David Phyllis Grover                 |               |                     |
| 11 maggio | Paris International Championships 1947 Parigi, Francia Singolare - Doppio                         | Nelly Landry 3-6 6-3 6-2                 | Magda Rurac                               |               |                     |
| 11 maggio | Paris International Championships 1947 Parigi, Francia Singolare - Doppio                         |                                          |                                           |               |                     |
| 11 maggio | Bay Counties Championships 1947 San Francisco, USA Singolare - Doppio                             | Margaret Osborne 4-6 6-2 6-3             | Virginia Kovacs                           |               |                     |
| 11 maggio | Bay Counties Championships 1947 San Francisco, USA Singolare - Doppio                             |                                          |                                           |               |                     |
| 12 maggio | Southern California Championships 1947 Los Angeles, USA Singolare - Doppio                        | Louise Brough 6-1 6-4                    | Gertrude Moran                            |               |                     |
| 12 maggio | Southern California Championships 1947 Los Angeles, USA Singolare - Doppio                        | Gracyn Kelleher Rorark 5-7 6-4 6-3       | Mary Arnold Prentiss Gertrude Irish       |               |                     |
| 17 maggio | Paddington Hard Court Championships 1947 Paddington, Gran Bretagna Terra rossa Singolare - Doppio | Joan Curry 6-3 8-10 6-2                  | Molly Blair                               |               |                     |
| 17 maggio | Paddington Hard Court Championships 1947 Paddington, Gran Bretagna Terra rossa Singolare - Doppio | Bea Carris Audrey Osborne 6-4 9-7        | Alison Baker Effie Peters                 |               |                     |
| 24 maggio | Torneo di Harrogate 1947 Harrogate, Gran Bretagna Singolare - Doppio                              | Magda Rurac                              | Molly Blair                               |               |                     |
| 24 maggio | Torneo di Harrogate 1947 Harrogate, Gran Bretagna Singolare - Doppio                              | Molly Blair Bea Carris 6-2 6-3           | E Haylock Magda Rurac                     |               |                     |
| 25 maggio | California State Championships 1947 Berkeley, USA Singolare - Doppio                              | Louise Brough 2-6 6-4 6-3                | Margaret Osborne                          |               |                     |
| 25 maggio | California State Championships 1947 Berkeley, USA Singolare - Doppio                              | Louise Brough Margaret Osborne 6-0 6-1   | Dorothy Knode-Head Margaret Warren        |               |                     |
| 29 maggio | The Priory 1947 Birmingham, Gran Bretagna Singolare - Doppio                                      | Nancy Wynne 6-2 7-5                      | Betty Hilton                              |               |                     |
| 29 maggio | The Priory 1947 Birmingham, Gran Bretagna Singolare - Doppio                                      | Jean Bostock Betty Hilton 3-6 12-10 6-3  | Nell Hopman Nancy Wynne                   |               |                     |
| 31 maggio | Worcestershire Championships 1947 Malvern, Gran Bretagna Erba Singolare - Doppio                  | Alison Burton Baker 5-7 6-4 6-4          | Pam Bocquet                               |               |                     |
| 31 maggio | Worcestershire Championships 1947 Malvern, Gran Bretagna Erba Singolare - Doppio                  | Pam Bocquet Edna Pool                    | Alison Baker Jean Saunders Poynder        |               |                     |
| 31 maggio | Surrey Championships 1947 Surbiton, Gran Bretagna Singolare - Doppio                              | Kay Stammers Menzies 2-6 6-4 6-4         | Joan Curry                                |               |                     |
| 31 maggio | Surrey Championships 1947 Surbiton, Gran Bretagna Singolare - Doppio                              | Molly Blair Kay Stammers Menzies 6-3 7-5 | Mary Muller Sheila Piercey Summers        |               |                     |
| 31 maggio | Torneo di Chapel Allerton 1947 Londra, Gran Bretagna Singolare - Doppio                           | Helena Straubeova 6-4 6-4                | Evelyn Moeller                            |               |                     |
| 31 maggio | Torneo di Chapel Allerton 1947 Londra, Gran Bretagna Singolare - Doppio                           | Barraclough Helena Straubeova 6-4 6-3    | Behr Evelyn Moeller                       |               |                     |

## Giugno
| Settimana | Torneo                                                                           | Vincitore                                          | Finalista                                   | Semifinalisti | Eliminati ai quarti |
| --------- | -------------------------------------------------------------------------------- | -------------------------------------------------- | ------------------------------------------- | ------------- | ------------------- |
| 7 giugno  | Heart of America Tournament 1947 Kansas City, USA Terra rossa Singolare - Doppio | Baba Lewis 6-0 6-1                                 | Laura Lou Jahn Kunnen                       |               |                     |
| 7 giugno  | Heart of America Tournament 1947 Kansas City, USA Terra rossa Singolare - Doppio | Doris Jensen Doris Popple 6-4 6-2                  | Nora Prosser Lucille Davidson               |               |                     |
| 7 giugno  | Northern Championships 1947 Manchester, Gran Bretagna Singolare - Doppio         | Jean Bostock 11-9 6-2                              | Betty Hilton                                |               |                     |
| 7 giugno  | Northern Championships 1947 Manchester, Gran Bretagna Singolare - Doppio         | Jean Bostock Betty Hilton 6-2 6-0                  | Fontes Pritchard                            |               |                     |
| 7 giugno  | Torneo di Saint George's Hill 1947 Weybridge, Gran Bretagna Singolare - Doppio   | Sheila Piercey Summers 6-1 7-5                     | Joy Gannon                                  |               |                     |
| 7 giugno  | Torneo di Saint George's Hill 1947 Weybridge, Gran Bretagna Singolare - Doppio   | Mary Muller Sheila Piercey Summers 6-2 1-6 8-6     | Bea Carris Audrey Osborne                   |               |                     |
| 14 giugno | Kent Championships 1947 Beckenham, Gran Bretagna Singolare - Doppio              | Kay Stammers Menzies 6-2 11-9                      | Sheila Piercey Summers                      |               |                     |
| 14 giugno | Kent Championships 1947 Beckenham, Gran Bretagna Singolare - Doppio              | Molly Blair Mary Muller 6-4 4-2 (titolo condiviso) | Kay Stammers Menzies Sheila Piercey Summers |               |                     |
| 14 giugno | Ulster Championships 1947 Belfast, Irlanda Erba Singolare - Doppio               | Bea Carris 10-8 6-0                                | Helena Straubeova                           |               |                     |
| 14 giugno | Ulster Championships 1947 Belfast, Irlanda Erba Singolare - Doppio               | Bea Carris Helena Straubeova 10-8 6-2              | Good Betty Lombard                          |               |                     |
| 14 giugno | West of England Championships 1947 Bristol, Gran Bretagna Singolare - Doppio     | Joan Curry 6-4 6-0                                 | Pam Bocquet                                 |               |                     |
| 14 giugno | West of England Championships 1947 Bristol, Gran Bretagna Singolare - Doppio     | Simonne Mathieu Alice Weivers 6-3 6-4              | Joan Curry Nell Hopman                      |               |                     |
| 14 giugno | Southern Championships 1947 New Orleans, USA Terra rossa Singolare - Doppio      | Marta Barnett 6-1 2-6 6-4                          | Jean Clarke                                 |               |                     |
| 14 giugno | Southern Championships 1947 New Orleans, USA Terra rossa Singolare - Doppio      | Jean Clark Nancy Morrison 6-1 7-5                  | Lucy Mouledous Gery Waterhouse              |               |                     |
| 16 giugno | South Downs Championships 1947 Warwick, Australia Singolare - Doppio             | N. Martin 6-4 6-3                                  | Longland                                    |               |                     |
| 16 giugno | South Downs Championships 1947 Warwick, Australia Singolare - Doppio             |                                                    |                                             |               |                     |
| 19 giugno | Victorian Hard Court Championships 1947 Melbourne, Australia Singolare - Doppio  | Dulice Whittaker 7-5 3-6 6-4                       | Mary Toomey                                 |               |                     |
| 19 giugno | Victorian Hard Court Championships 1947 Melbourne, Australia Singolare - Doppio  | Mary Toomey Dulice Whittaker 6-3 6-3               | W Huf Murphy                                |               |                     |
| 21 giugno | Queen's Club Championships 1947 Londra, Gran Bretagna Erba Singolare - Doppio    | Louise Brough 6-4 6-0                              | Margaret Osborne                            |               |                     |
| 21 giugno | Queen's Club Championships 1947 Londra, Gran Bretagna Erba Singolare - Doppio    | Margaret Osborne Nell Hopman 6-2 6-2               | Nancy Wynne Louise Brough                   |               |                     |
| 30 giugno | Tri-State Championships 1947 Cincinnati, USA Singolare - Doppio                  | Betty Rosenquest Pratt 9-7 6-2                     | Hulbert James                               |               |                     |
| 30 giugno | Tri-State Championships 1947 Cincinnati, USA Singolare - Doppio                  | Marta Barnett Rosemary Buck 6-4, 6-2               | Baba Madden Lewis Nancy Corbett             |               |                     |

## Luglio
| Settimana | Torneo                                                                                | Vincitore                                               | Finalista                            | Semifinalisti | Eliminati ai quarti |
| --------- | ------------------------------------------------------------------------------------- | ------------------------------------------------------- | ------------------------------------ | ------------- | ------------------- |
| luglio    | River Plate Championships 1947 Buenos Aires, Argentina Terra rossa Singolare - Doppio | Maria Teran de Weiss                                    | Felissa Piedrola                     |               |                     |
| luglio    | River Plate Championships 1947 Buenos Aires, Argentina Terra rossa Singolare - Doppio | Fitting Maria Teran de Weiss                            | Ferrari Mayorin                      |               |                     |
| luglio    | Canadian Championships 1947 Vancouver, Canada Erba Singolare - Doppio                 | Elaine Fildes 7-5 6-2                                   | Patricia Macken                      |               |                     |
| luglio    | Canadian Championships 1947 Vancouver, Canada Erba Singolare - Doppio                 | Laguerre Patricia Macken 4-6 6-4 7-5                    | Valerie Lewis Swift                  |               |                     |
| 5 luglio  | Torneo di Wimbledon 1947 Londra, Gran Bretagna Erba Singolare - Doppio                | Margaret Osborne 6-2 6-4                                | Doris Hart                           |               |                     |
| 5 luglio  | Torneo di Wimbledon 1947 Londra, Gran Bretagna Erba Singolare - Doppio                | Doris Hart Patricia Todd 3-6, 6-4, 7-5                  | Louise Brough Margaret Osborne       |               |                     |
| 6 luglio  | US Clay Court Championships 1947 Salt Lake City, USA Terra rossa Singolare - Doppio   | Mary Arnold Prentiss 6-1 6-1                            | Dorothy Knode-Head                   |               |                     |
| 6 luglio  | US Clay Court Championships 1947 Salt Lake City, USA Terra rossa Singolare - Doppio   | Mary Arnold Prentiss Gertrude Moran 6-4 6-4             | Shirley Fry Barbara Krase            |               |                     |
| 12 luglio | Midland Counties Championships 1947 Edgbaston, Gran Bretagna Singolare - Doppio       | Joan Curry 6-3 6-0                                      | Elsi Phillips                        |               |                     |
| 12 luglio | Midland Counties Championships 1947 Edgbaston, Gran Bretagna Singolare - Doppio       | Joan Curry Wallen 6-3 6-4                               | Goodman Knott                        |               |                     |
| 12 luglio | East Of England Championships 1947 Felixstowe, Gran Bretagna Singolare - Doppio       | Jadwiga Jędrzejowska 6-1 6-2                            | Bibbi Gullbrandsson-Sanden           |               |                     |
| 12 luglio | East Of England Championships 1947 Felixstowe, Gran Bretagna Singolare - Doppio       | Bibbi Gullbrandsson-Sanden Jadwiga Jędrzejowska 6-4 6-4 | Joey David Ermyntrude Harvey         |               |                     |
| 13 luglio | Dutch International Championships 1947 Noordwijk, Paesi Bassi Singolare - Doppio      | Nancy Wynne 7-5 7-5                                     | Sheila Piercey Summers               |               |                     |
| 13 luglio | Dutch International Championships 1947 Noordwijk, Paesi Bassi Singolare - Doppio      | Louise Brough Margaret Osborne 6-2 4-6 19-17            | Doris Hart Patricia Todd             |               |                     |
| 17 luglio | Irish Championships 1947 Dublino, Irlanda Singolare - Doppio                          | Jean Bostock 3-6 6-4 6-1                                | Betty Lombard                        |               |                     |
| 17 luglio | Irish Championships 1947 Dublino, Irlanda Singolare - Doppio                          | Jean Bostock Lines 6-0 6-1                              | Good Betty Lombard                   |               |                     |
| 19 luglio | Torneo di Cheltenham 1947 Cheltenham, Gran Bretagna Singolare - Doppio                | Pam Bocquet                                             | Alison Burton Baker                  |               |                     |
| 19 luglio | Torneo di Cheltenham 1947 Cheltenham, Gran Bretagna Singolare - Doppio                | Ereaut Eyre 6-0 6-4                                     | Pam Bocquet Pool                     |               |                     |
| 19 luglio | Essex Championships 1947 Frinton, Gran Bretagna Singolare - Doppio                    | Jean Bostock 6-1 6-1                                    | Gem Hoahing                          |               |                     |
| 19 luglio | Essex Championships 1947 Frinton, Gran Bretagna Singolare - Doppio                    | Jean Bostock Gem Hoahing                                | Joey David Betty Wilford             |               |                     |
| 19 luglio | Welsh Championships 1947 Newport, Gran Bretagna Erba Singolare - Doppio               | Joan Curry 6-2 6-2                                      | Wendy Stork                          |               |                     |
| 19 luglio | Welsh Championships 1947 Newport, Gran Bretagna Erba Singolare - Doppio               | Joan Curry Hilary Morgan 6-4 3-6 6-3                    | Wendy Stork Georgie Woodgate         |               |                     |
| 19 luglio | Middle States Womens Championships 1947 Filadelfia, USA Singolare - Doppio            | Hope Rawls 6-4 2-6 6-4                                  | Virginia Kovacs                      |               |                     |
| 19 luglio | Middle States Womens Championships 1947 Filadelfia, USA Singolare - Doppio            | Hope Rawls Sylvia Rawls 7-5 6-2                         | Virginia Kovacs Argyll Rice          |               |                     |
| 21 luglio | Internazionali di Francia 1947 Parigi, Francia Terra rossa Singolare - Doppio         | Patricia Todd 6-3 3-6 6-4                               | Doris Hart                           |               |                     |
| 21 luglio | Internazionali di Francia 1947 Parigi, Francia Terra rossa Singolare - Doppio         | Louise Brough Margaret Osborne duPont 7-5, 6-2          | Doris Hart Pat Canning Todd          |               |                     |
| 21 luglio | Pennsylvania Lawn Tennis Championship 1947 Haverford, USA Singolare - Doppio          | Shirley Fry 7-5 6-3                                     | Dorothy Knode-Head                   |               |                     |
| 21 luglio | Pennsylvania Lawn Tennis Championship 1947 Haverford, USA Singolare - Doppio          | Shirley Fry Barbara Krase                               | Midge Buck Virginia Wolfenden Kovacs |               |                     |
| 25 luglio | Seabright Invitational 1947 Seabright, USA Singolare - Doppio                         | Dorothy Knode-Head 7-5 6-4                              | Shirley Fry                          |               |                     |
| 25 luglio | Seabright Invitational 1947 Seabright, USA Singolare - Doppio                         | Midge Buck Magda Rurac 6-4 6-2                          | Shirley Fry Barbara Krase            |               |                     |
| 25 luglio | Seabright Invitational 1947 Seabright, USA Singolare - Doppio                         | Doppio misto: Gussie Moran Pancho Segura 7-5 8-6        | Shirley Fry Earl Cochell             |               |                     |
| 27 luglio | South Queensland Championships 1947 Ipswich, Australia Singolare - Doppio             | Dorothy Kamp 6-1 6-1                                    | Lavina Singleton Mills               |               |                     |
| 27 luglio | South Queensland Championships 1947 Ipswich, Australia Singolare - Doppio             |                                                         |                                      |               |                     |

## Agosto
| Settimana | Torneo                                                                                    | Vincitore                                                        | Finalista                         | Semifinalisti | Eliminati ai quarti |
| --------- | ----------------------------------------------------------------------------------------- | ---------------------------------------------------------------- | --------------------------------- | ------------- | ------------------- |
| agosto    | Canadian Championships 1947 Vancouver, Canada Erba Singolare - Doppio                     | Kelleher 6-0 3-6 6-0                                             | E. Connolly                       |               |                     |
| agosto    | Canadian Championships 1947 Vancouver, Canada Erba Singolare - Doppio                     |                                                                  |                                   |               |                     |
| 3 agosto  | Swiss International Championships 1947 Losanna, Svizzera Singolare - Doppio               | Sheila Piercey Summers 6-3 2-6 6-3                               | Doris Hart                        |               |                     |
| 3 agosto  | Swiss International Championships 1947 Losanna, Svizzera Singolare - Doppio               | Nell Hopman Nancy Wynne 1-6 6-4 6-4                              | Doris Hart Patricia Todd          |               |                     |
| 3 agosto  | Swiss International Championships 1947 Losanna, Svizzera Singolare - Doppio               | Doppio misto: Sheila Piercey Summers Eric Sturgess 4-6 6-4 7-5   | Nancy Wynne Gianni Cucelli        |               |                     |
| 4 agosto  | Maidstone Invitation 1947 East Hampton, USA Singolare - Doppio                            | Shirley Fry 6-3 4-6 10-8                                         | Helen Rihbany                     |               |                     |
| 4 agosto  | Maidstone Invitation 1947 East Hampton, USA Singolare - Doppio                            | Shirley Fry Barbara Krase 6-1 4-6 13-11                          | Midge Buck Gussie Moran           |               |                     |
| 4 agosto  | Czechoslovakian International Championships 1947 Praga, Cecoslovacchia Singolare - Doppio | Zsuzsa Körmöczy                                                  |                                   |               |                     |
| 4 agosto  | Czechoslovakian International Championships 1947 Praga, Cecoslovacchia Singolare - Doppio |                                                                  |                                   |               |                     |
| 9 agosto  | Hampshire Championships 1947 Bournemouth, Gran Bretagna Singolare - Doppio                | Nancy Wynne 6-2 6-2                                              | Jean Walker-Smith                 |               |                     |
| 9 agosto  | Hampshire Championships 1947 Bournemouth, Gran Bretagna Singolare - Doppio                | Jean Walker-Smith Nancy Wynne 6-0 6-1                            | Holden Wavish                     |               |                     |
| 9 agosto  | Torneo di Paignton 1947 Paignton, Gran Bretagna Singolare - Doppio                        | Joan Curry 6-3 6-1                                               | Nell Hopman                       |               |                     |
| 9 agosto  | Torneo di Paignton 1947 Paignton, Gran Bretagna Singolare - Doppio                        | Nell Hopman Georgie Woodgate 6-0 6-3                             | Joan Curry Ermyntrude Harvey      |               |                     |
| 10 agosto | Eastern Grass Court Championships 1947 Orange, USA Singolare - Doppio                     | Margaret Osborne 6-3 4-6 9-7                                     | Louise Brough                     |               |                     |
| 10 agosto | Eastern Grass Court Championships 1947 Orange, USA Singolare - Doppio                     | Louise Brough Margaret Osborne 6-3 6-1                           | Shirley Fry Barbara Krase         |               |                     |
| 16 agosto | Essex County Championships 1947 Manchester, USA Singolare - Doppio                        | Barbara Krase 7-5 7-5                                            | Helen Rihbany                     |               |                     |
| 16 agosto | Essex County Championships 1947 Manchester, USA Singolare - Doppio                        | Midge Buck Barbara Krase 6-3 6-3                                 | Helen Rihbany Kay Winthrop        |               |                     |
| 16 agosto | Essex County Championships 1947 Manchester, USA Singolare - Doppio                        | Doppio misto: Dorothy Knode-Head Dr Caner 6-4 7-5                | Barbara Krase Don Allmon          |               |                     |
| 17 agosto | Queensland Championships 1947 Brisbane, Australia Singolare - Doppio                      | Thelma Coyne 6-2 6-2                                             | Pat Jones                         |               |                     |
| 17 agosto | Queensland Championships 1947 Brisbane, Australia Singolare - Doppio                      | Mary Bevis-Hawton Joyce Fitch 4-6 6-3 6-2                        | Dot Jenkins Thelma Coyne          |               |                     |
| 23 agosto | Torneo di Exmouth 1947 Exmouth, Gran Bretagna Singolare - Doppio                          | Joan Curry 2-6 6-3 8-6                                           | Joey David                        |               |                     |
| 23 agosto | Torneo di Exmouth 1947 Exmouth, Gran Bretagna Singolare - Doppio                          | Joan Curry Miles 6-3 9-7                                         | S. White V. White                 |               |                     |
| 23 agosto | Scottish Hard Court Championships 1947 Saint Andrews, Gran Bretagna Singolare - Doppio    | Anita Lizana Ellis 6-1 6-4                                       | Dorothy Round                     |               |                     |
| 23 agosto | Scottish Hard Court Championships 1947 Saint Andrews, Gran Bretagna Singolare - Doppio    | Anita Lizana Ellis Dorothy Round 6-2 7-5                         | Czolowska Viera                   |               |                     |
| 25 agosto | Torneo di Rapallo 1947 Rapallo, Italia Singolare - Doppio                                 | Sheila Piercey Summers 8-6 6-0                                   | Annalisa Bossi                    |               |                     |
| 25 agosto | Torneo di Rapallo 1947 Rapallo, Italia Singolare - Doppio                                 |                                                                  |                                   |               |                     |
| 25 agosto | Torneo di Rapallo 1947 Rapallo, Italia Singolare - Doppio                                 | Doppio misto: Sheila Piercey Summers Yvon Petra titolo condiviso | Dorothy Muller Mario Belardinelli |               |                     |
| 31 agosto | Swedish Hard Court Championships 1947 Stoccolma, Svezia Singolare - Doppio                | Lilleba Klofsten 6-2 4-6 6-2                                     | Alva Bjorck                       |               |                     |
| 31 agosto | Swedish Hard Court Championships 1947 Stoccolma, Svezia Singolare - Doppio                |                                                                  |                                   |               |                     |

## Settembre
| Settimana    | Torneo                                                                                       | Vincitore                                    | Finalista                         | Semifinalisti | Eliminati ai quarti |
| ------------ | -------------------------------------------------------------------------------------------- | -------------------------------------------- | --------------------------------- | ------------- | ------------------- |
| 5 settembre  | U.S. National Championships 1947 New York, USA Erba Singolare - Doppio                       | Louise Brough 8-6 4-6 6-1                    | Margaret Osborne                  |               |                     |
| 5 settembre  | U.S. National Championships 1947 New York, USA Erba Singolare - Doppio                       | Louise Brough Margaret Osborne 5-7, 6-3, 7-5 | Doris Hart Patricia Todd          |               |                     |
| 6 settembre  | Sydney Metropolitan Hard Court Championships 1947 Sydney, Australia Singolare - Doppio       | Pat Jones 6-3 1-6 6-0                        | Mary Toomey                       |               |                     |
| 6 settembre  | Sydney Metropolitan Hard Court Championships 1947 Sydney, Australia Singolare - Doppio       |                                              |                                   |               |                     |
| 7 settembre  | Hungarian International Championships 1947 Budapest, Ungheria Terra rossa Singolare - Doppio | Hilde Doleschell 6-4 8-6                     | Marta Peterdy-Wolf                |               |                     |
| 7 settembre  | Hungarian International Championships 1947 Budapest, Ungheria Terra rossa Singolare - Doppio |                                              |                                   |               |                     |
| 14 settembre | Istanbul International Championships 1947 Istanbul, Turchia Singolare - Doppio               | Baba Musluoglu 6-4 2-6 6-4                   | Mualla Gorodetzky                 |               |                     |
| 14 settembre | Istanbul International Championships 1947 Istanbul, Turchia Singolare - Doppio               |                                              |                                   |               |                     |
| 15 settembre | New South Wales Hard Court Championships 1947 Dubbo, Australia Singolare - Doppio            | Pat Jones 2-6 6-1 7-5                        | Mary Bevis-Hawton                 |               |                     |
| 15 settembre | New South Wales Hard Court Championships 1947 Dubbo, Australia Singolare - Doppio            | Esme Ashford Mary Bevis-Hawton 6-2 6-3       | Phyllis Finn Pat Jones            |               |                     |
| 16 settembre | South of England Championships 1947 Eastbourne, Gran Bretagna Singolare - Doppio             | Joan Curry 6-1 9-7                           | Peggy Dawson-Smith                |               |                     |
| 16 settembre | South of England Championships 1947 Eastbourne, Gran Bretagna Singolare - Doppio             | Joan Curry Peggy Dawson-Smith 6-1 6-2        | Bea Carris Gem Hoahing            |               |                     |
| 20 settembre | Scottish Lowlands Championships 1947 Peebles, Gran Bretagna Singolare - Doppio               | Jean Walker-Smith                            | Wendy Stork                       |               |                     |
| 20 settembre | Scottish Lowlands Championships 1947 Peebles, Gran Bretagna Singolare - Doppio               | Betty Coutts Wendy Stork                     | Jean Walker-Smith Betty Wilford   |               |                     |
| 29 settembre | Pacific Southwest Championships 1947 Los Angeles, USA Singolare - Doppio                     | Beverly Baker-Fleitz 6-3 6-2                 | Patricia Todd                     |               |                     |
| 29 settembre | Pacific Southwest Championships 1947 Los Angeles, USA Singolare - Doppio                     | Barbara Krase Betty Rosenquest Pratt 8-6 6-3 | Nancy Chaffee Kiner Patricia Todd |               |                     |

## Ottobre
| Settimana  | Torneo                                                                                      | Vincitore                                                  | Finalista                          | Semifinalisti | Eliminati ai quarti |
| ---------- | ------------------------------------------------------------------------------------------- | ---------------------------------------------------------- | ---------------------------------- | ------------- | ------------------- |
| 5 ottobre  | Pacific Coast Championships 1947 San Francisco, USA Singolare - Doppio                      | Margaret Osborne 6-1 6-2                                   | Dorothy Knode-Head                 |               |                     |
| 5 ottobre  | Pacific Coast Championships 1947 San Francisco, USA Singolare - Doppio                      | Margaret Osborne Barbara Krase 6-4 3-6 6-4                 | Dorothy Knode-Head Magda Rurac     |               |                     |
| 5 ottobre  | Pacific Coast Championships 1947 San Francisco, USA Singolare - Doppio                      | Doppio misto: Shirley Butterfield Conway Catton 6-4 6-3    | Dorothy Knode-Head Sam Match       |               |                     |
| 6 ottobre  | ACT Championships 1947 Canberra, Australia Singolare - Doppio                               | N. Mathews 6-4 6-4                                         | Southwell                          |               |                     |
| 6 ottobre  | ACT Championships 1947 Canberra, Australia Singolare - Doppio                               |                                                            |                                    |               |                     |
| 8 ottobre  | Sydney Metropolitan Grass Court Championships 1947 Sydney, Australia Singolare - Doppio     | Thelma Coyne 6-3 6-1                                       | Mary Toomey                        |               |                     |
| 8 ottobre  | Sydney Metropolitan Grass Court Championships 1947 Sydney, Australia Singolare - Doppio     | Pat Jones Thelma Coyne 6-4 6-2                             | Mary Bevis-Hawton Mary Toomey      |               |                     |
| 18 ottobre | British Covered Court Championships 1947 Londra, Gran Bretagna Singolare - Doppio           | Gem Hoahing 8-6 6-3                                        | Peggy Dawson Scott                 |               |                     |
| 18 ottobre | British Covered Court Championships 1947 Londra, Gran Bretagna Singolare - Doppio           |                                                            |                                    |               |                     |
| 18 ottobre | British Covered Court Championships 1947 Londra, Gran Bretagna Singolare - Doppio           | Doppio misto: Mary Halford Ivo Rinkel                      | Peggy Dawson Scott John Olliff     |               |                     |
| 18 ottobre | Pan American International Championships 1947 Città del Messico, Messico Singolare - Doppio | Nancy Wynne 6-2 6-3                                        | Mary Arnold Prentiss               |               |                     |
| 18 ottobre | Pan American International Championships 1947 Città del Messico, Messico Singolare - Doppio | Nancy Wynne Bolton Nell Hopman 6-1 1-6 7-5                 | Mary Arnold Prentiss Barbara Krase |               |                     |
| 18 ottobre | Pan American International Championships 1947 Città del Messico, Messico Singolare - Doppio | Doppio misto: Mary Arnold Prentiss Armand Vega 4-6 6-0 6-4 | Beverly Baker-Fleitz Eddie Moylan  |               |                     |
| 25 ottobre | Cromer Covered Court Championships 1947 Cromer, Gran Bretagna Singolare - Doppio            | Jean Bostock 6-1 1-6 6-2                                   | Betty Hilton                       |               |                     |
| 25 ottobre | Cromer Covered Court Championships 1947 Cromer, Gran Bretagna Singolare - Doppio            | Jean Bostock Bea Carris 6-3 7-5                            | Betty Hilton Lines                 |               |                     |

## Novembre
| Settimana   | Torneo                                                                                            | Vincitore                                             | Finalista                      | Semifinalisti | Eliminati ai quarti |
| ----------- | ------------------------------------------------------------------------------------------------- | ----------------------------------------------------- | ------------------------------ | ------------- | ------------------- |
| novembre    | Southern Transvaal Championships 1947 Johannesburg, Sudafrica Singolare - Doppio                  | Sheila Piercey Summers 6-0 6-3                        | Olive Craze Plessis            |               |                     |
| novembre    | Southern Transvaal Championships 1947 Johannesburg, Sudafrica Singolare - Doppio                  |                                                       |                                |               |                     |
| 9 novembre  | Australian Hard Court Championships 1947 Toowoomba, Australia Singolare - Doppio                  | Thelma Coyne 8-6 6-3                                  | Mary Bevis-Hawton              |               |                     |
| 9 novembre  | Australian Hard Court Championships 1947 Toowoomba, Australia Singolare - Doppio                  | Mary Bevis-Hawton Thelma Coyne 6-4 6-3                | Esme Ashford Clare Proctor     |               |                     |
| 23 novembre | Argentina International Championships 1947 Buenos Aires, Argentina Terra rossa Singolare - Doppio | Patricia Todd 6-3 6-4                                 | Doris Hart                     |               |                     |
| 23 novembre | Argentina International Championships 1947 Buenos Aires, Argentina Terra rossa Singolare - Doppio | Maria Teran de Weiss Doris Hart 6-2 6-4               | Patricia Todd Felissa Piedrola |               |                     |
| 23 novembre | Argentina International Championships 1947 Buenos Aires, Argentina Terra rossa Singolare - Doppio | Doppio misto: Patricia Todd Alejo Russell 9-7 1-6 6-2 | Doris Hart Pancho Segura       |               |                     |
| 29 novembre | New South Wales Championships 1947 Sydney, Australia Singolare - Doppio                           | Nancy Wynne 6-2 6-1                                   | Mary Toomey                    |               |                     |
| 29 novembre | New South Wales Championships 1947 Sydney, Australia Singolare - Doppio                           | Nancy Wynne Thelma Coyne Long                         | Dot Jenkins                    |               |                     |

## Dicembre
| Settimana   | Torneo                                                                           | Vincitore                        | Finalista                            | Semifinalisti | Eliminati ai quarti |
| ----------- | -------------------------------------------------------------------------------- | -------------------------------- | ------------------------------------ | ------------- | ------------------- |
| dicembre    | Western Province Championships 1947 Città del Capo, Sudafrica Singolare - Doppio | Mary Muller 6-3 6-1              | Ethel Watermeyer                     |               |                     |
| dicembre    | Western Province Championships 1947 Città del Capo, Sudafrica Singolare - Doppio | Mary Muller Ethel Watermeyer     | Gertrude Valentine-Brown Worthongton |               |                     |
| dicembre    | Eastern Province Championships 1947 Port Elizabeth, Sudafrica Singolare - Doppio | Mary Muller 6-4 6-2              | Watermeyer                           |               |                     |
| dicembre    | Eastern Province Championships 1947 Port Elizabeth, Sudafrica Singolare - Doppio |                                  |                                      |               |                     |
| 13 dicembre | Victorian Championships 1947 Melbourne, Australia Singolare - Doppio             | Nancy Wynne 6-1 6-4              | Thelma Coyne                         |               |                     |
| 13 dicembre | Victorian Championships 1947 Melbourne, Australia Singolare - Doppio             | Thelma Coyne Nancy Wynne 6-2 6-1 | Esme Ashford Mary Bevis-Hawton       |               |                     |
| 31 dicembre | Lawn Tennis Championships of India 1947 Calcutta, India Singolare - Doppio       | K. Singh 6-4 6-4                 | P. Khanna                            |               |                     |
| 31 dicembre | Lawn Tennis Championships of India 1947 Calcutta, India Singolare - Doppio       |                                  |                                      |               |                     |